# ラ・マル・ド・ボァ

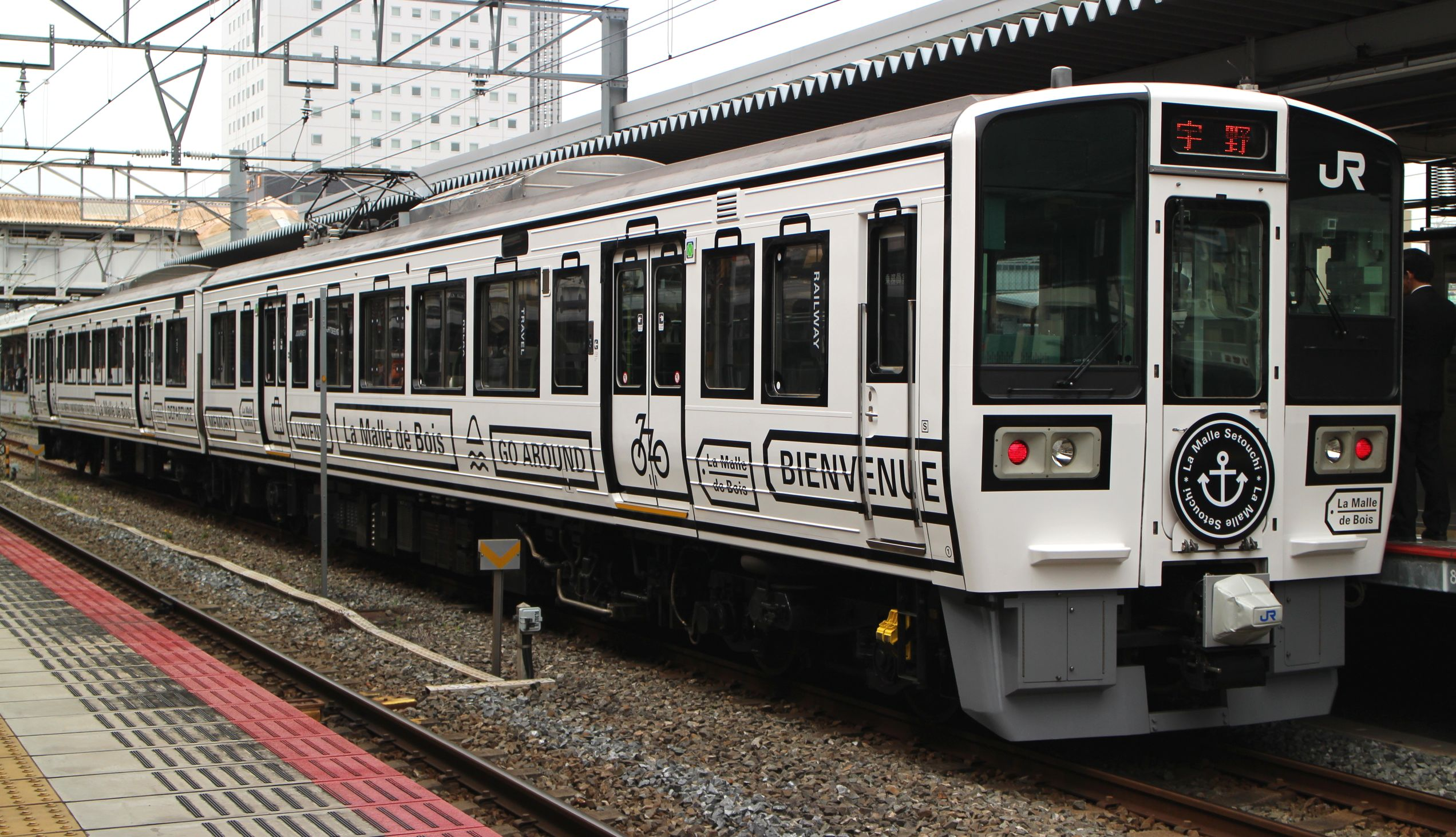
ラ・マル・ド・ボァ

ラ・マル・ド・ボァ（La Malle de Bois）は、西日本旅客鉄道（JR西日本）が保有する鉄道車両の愛称である。本項ではこの車両を使用した観光列車についても記述する。

## 概要
2016年に開催された「晴れの国おかやまデスティネーションキャンペーン」および「瀬戸内国際芸術祭2016」に合わせて導入された。デザイン監修は瀬戸内国際芸術祭総合ディレクターの北川フラムが務めており、旅行鞄をイメージした外装や、ネームタグがモチーフのロゴマークなど、随所に「旅」をテーマとした意匠があしらわれている。藤間仁作曲、上松美香演奏のオリジナルの車内BGMも制作され、車内で放送される。
運行開始当初は岡山駅 - 宇野駅間の「ラ・マル せとうち」のみ運行されていたが、その後岡山県外の広島県や香川県まで乗り入れる列車も登場し、2024年現在は4系統が運行されている。
なお、車両の愛称である"La Malle de Bois"はフランス語で「木製の旅行鞄」という意味である。

## 使用車両
下関総合車両所岡山電車支所所属の213系電車LA1編成が使用されている。種車はC04編成からサハ213-4を抜いたクハ212-4とクモハ213-4の2両で、観光列車化に伴いクロ212-7004、クモロ213-7004と改番された。編成定員は全席グリーン指定席で52名となった。
座席は2人掛け回転リクライニングシートと窓向きのカウンター席で構成されており、1号車と2号車で左右が逆になっている。2号車には車内販売カウンターがあり、飲食物やグッズを販売している。
各車両の運転台後方には4台分のサイクルスペースが設けられており、「ラ・マル せとうち」もしくは「ラ・マル しまなみ」（上りのみ）で利用できる。利用の場合、本列車のグリーン券を所持する旅客が利用券（無料）を駅窓口で購入する必要がある。
車内ではフリーWi-Fiが提供されている。

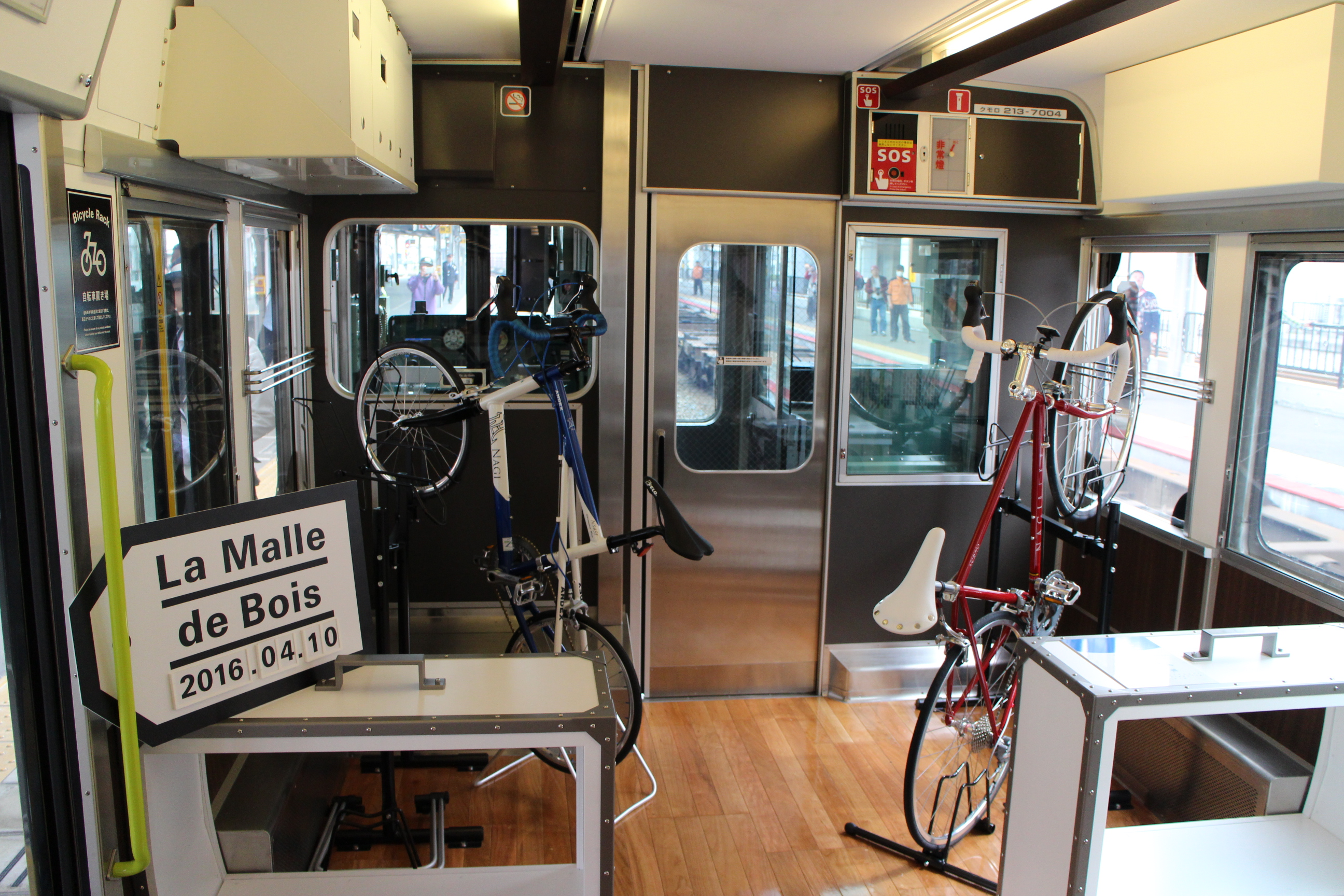
サイクルスペース
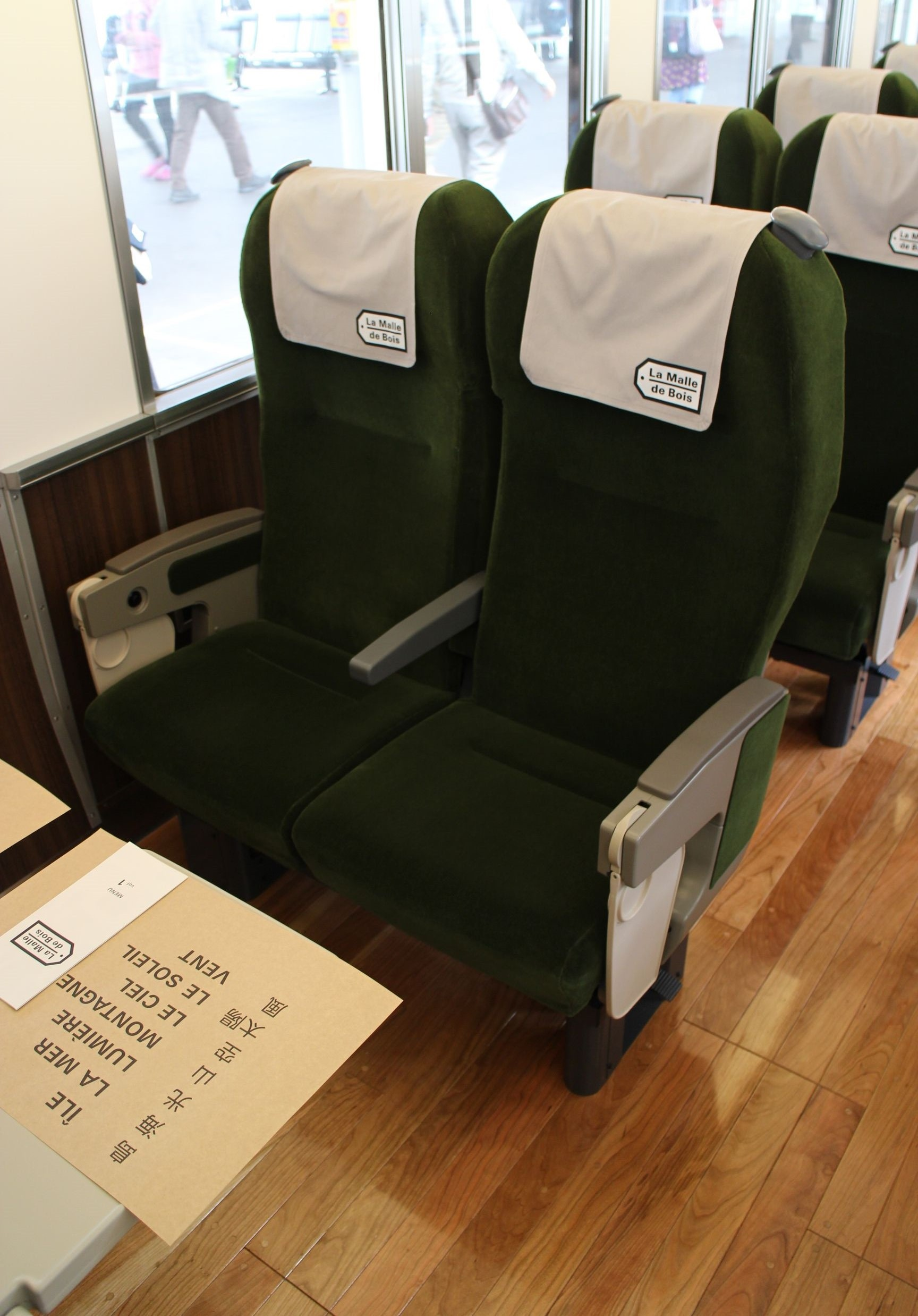
リクライニングシート
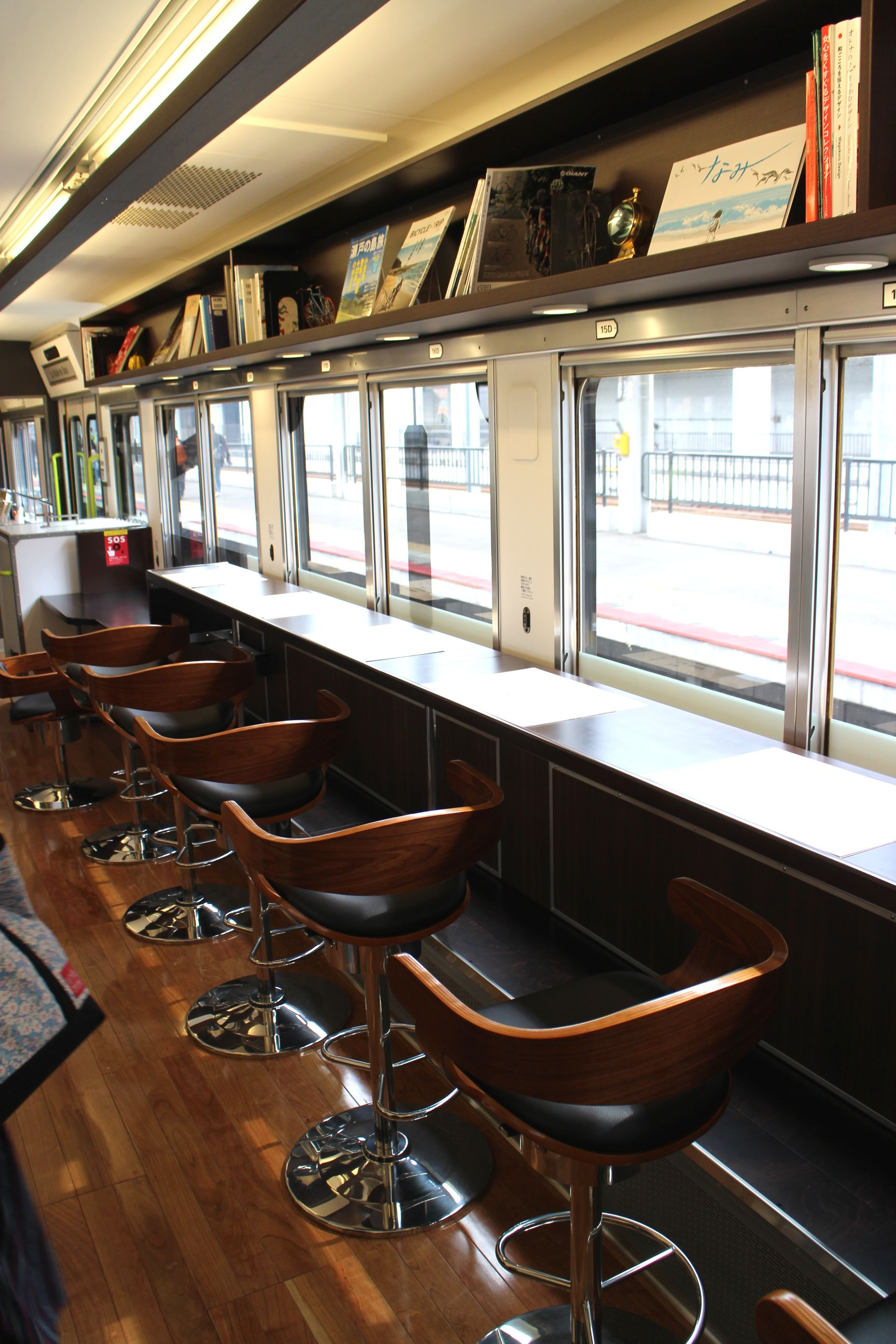
カウンター席

## 列車別概説

### ラ・マル せとうち
最初に運行開始した系統で、ヘッドマークは碇がモチーフとなっている。宇野駅が瀬戸内国際芸術祭のアート作品となったことから、宇野線が最初の運行路線に選定された。サイクルスペースが使用できる列車である。
2016年（平成28年）の6月から9月まで実施された「せとうちキャンペーン」以降は、瀬戸大橋を渡って高松駅まで乗り入れる列車も運行された。このタイプは2017年（平成29年）に後述の「ことひら」が登場するまで設定されていた。
停車駅
岡山駅 - 宇野駅
停車駅（高松乗り入れ）
岡山駅 - 坂出駅 - 高松駅
- 「瀬戸内国際芸術祭2016」の秋会期期間には児島駅にも停車した。

### ラ・マル しまなみ
2番目に運行を開始した系統で、ヘッドマークは瀬戸内海の波とそこに架かる橋（しまなみ海道）がモチーフとなっている。下り列車の岡山駅 - 尾道駅間の乗車に限りサイクルスペースが使用できる。列車の運行に合わせ、尾道駅発のガイドツアーも実施されている。
2021年（令和3年）10月から11月以降は三原駅まで延長運転が行われており、JR西日本の観光クルーザー「シースピカ」と接続する。
停車駅
岡山駅 - 倉敷駅 - 笠岡駅 - 福山駅 - 尾道駅 - 三原駅
- 福山駅は2018年（平成30年）3月18日から停車駅となった。
- 笠岡駅は2023年（令和5年）7月 - 9月まで停車した後、2024年（令和6年）春期から正式な停車駅となった。

### ラ・マル ことひら
3番目に運行開始した系統で、ヘッドマークは帆船がモチーフとなっている。高松駅までの「せとうち」を琴平行きとして独立させたもので、定期的に運行されるものとしては初めてJR四国に乗り入れた。
停車駅
岡山駅 - 児島駅 - 多度津駅 - 善通寺駅 - 琴平駅
- 善通寺駅は2018年（平成30年）春期から停車駅となった。

### ラ・マル 備前長船
4番目に運行開始した系統で、ヘッドマークは備前焼の炎がモチーフとなっている。
停車駅
岡山駅 - 東岡山駅 - 長船駅 - 伊部駅 - 日生駅

### ラ・マル やまなみ
岡山県と西日本旅客鉄道が2024年（令和6年）9月28日 - 11月24日にかけて開催する「森の芸術祭 晴れの国・岡山」へのアクセスを目的とし、2024年（令和6年）11月2日 - 11月24日にかけて運行された。